# Gurk
Gurk osztrák mezőváros Karintia Sankt Veit an der Glan-i járásában. A 18. századig a Gurki egyházmegye püspöki központja. Székesegyházát a Világörökség listájára javasolták. 2016 januárjában 1273 lakosa volt.

## Elhelyezkedése

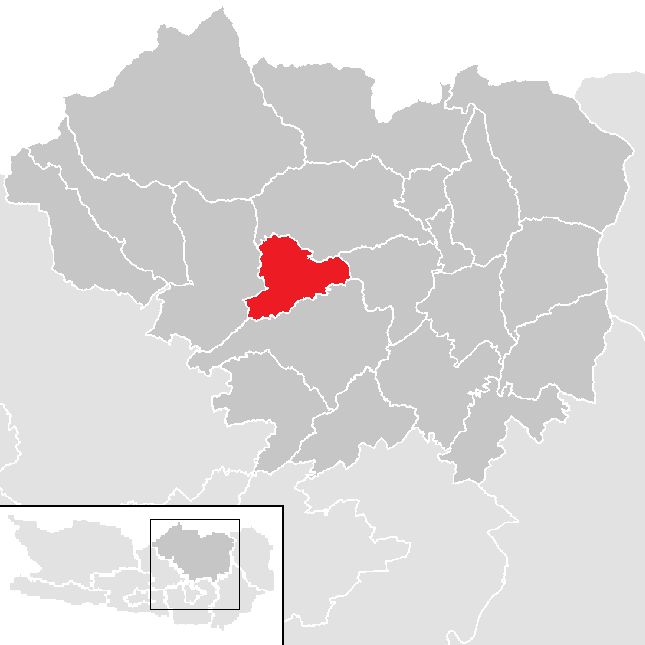
Gurk a Sankt Veit-i járásban

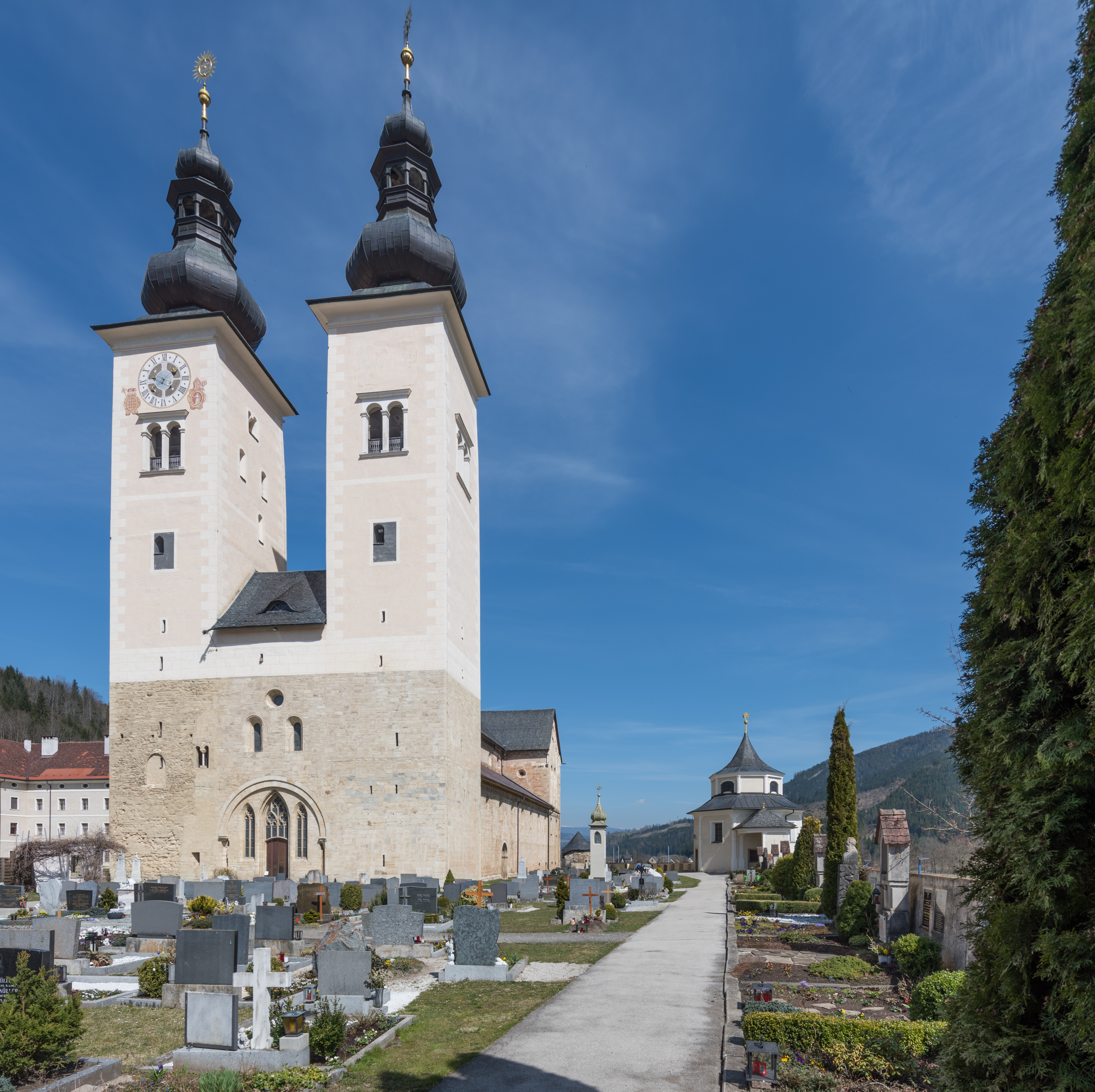
A székesegyház és temetője

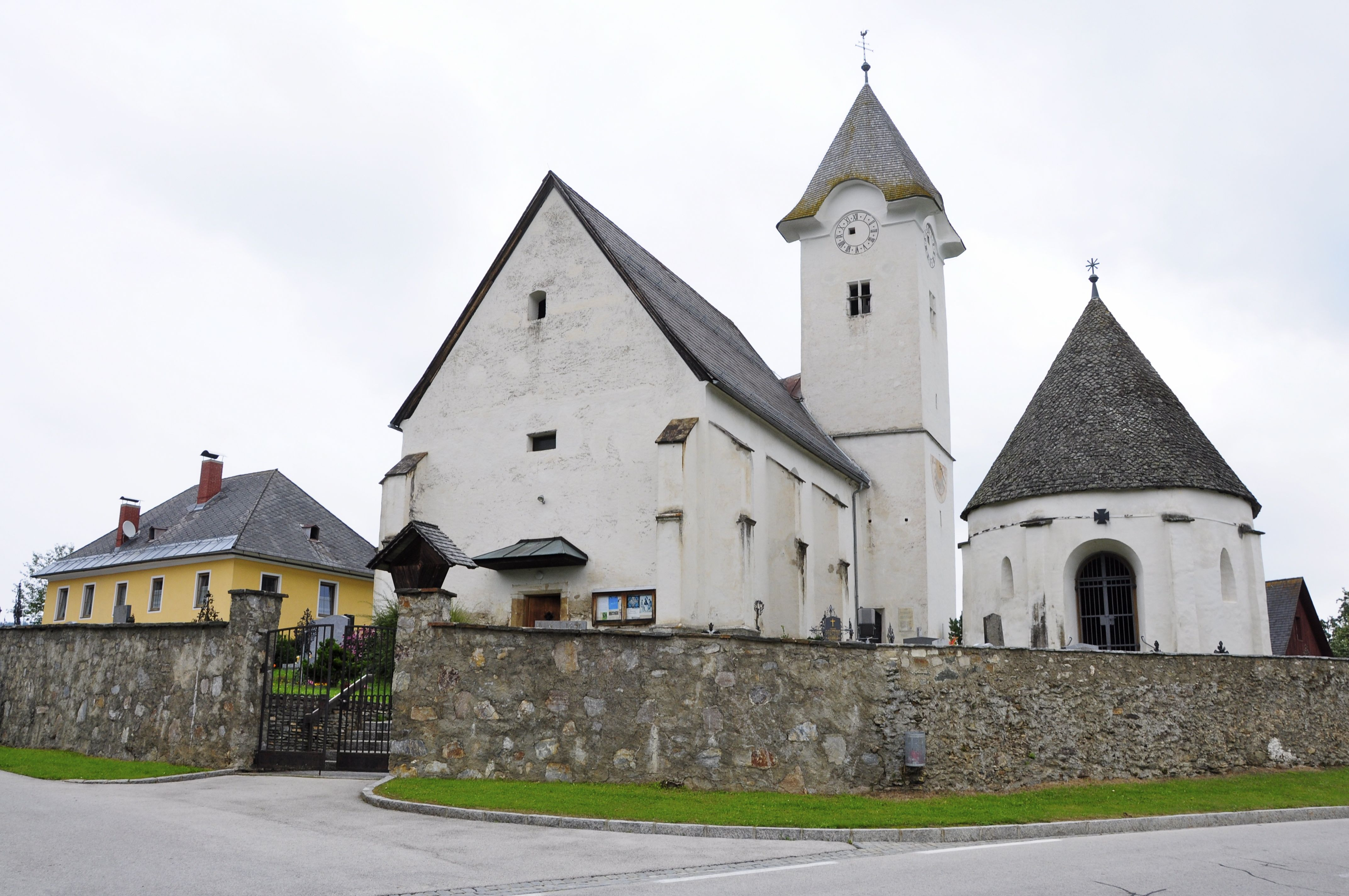
A piswegi Szt. Lambert-templom és csontháza

Gurk Karintia északi részén fekszik, a Gurktali-Alpokban, a Gurk folyó (a Dráva mellékfolyója) mentén. Az önkormányzat 22 falut és más települést fog össze: Dörfl (16 lakos), Föbing (6), Finsterdorf (9), Gassarest (9), Glanz (0), Gruska (24), Gurk (869), Gwadnitz (39), Hundsdorf (21), Kreuzberg (9), Krön (10), Masternitzen (5), Niederdorf (15), Pisweg (104), Ranitz (20), Reichenhaus (44), Straßa (16), Sutsch (11), Zabersdorf (18), Zedl (9), Zedroß (9), Zeltschach (10).
A környező települések: északra Straßburg, keletre Mölbling, délre Frauenstein, nyugatra Weitensfeld im Gurktal.

## Története
A település a folyóról kapta a nevét. A folyó első írásos említése 831-ből való, 864-ben pedig már írnak egy Gurk nevű majorságról. 975-ben II. Ottó császár engedélyt adott egy zárda alapítására, amit 1043 és 1045 között Gurki Hemma özvegy grófné újraalapított. A zárdát 1070-ben megszüntették, helyén a salzburgi érsek 1072-ben kolostort hozott létre.  A kolostor temploma egyben az akkor alapított Gurki egyházmegye székesegyházának szerepét is játszotta, bár a püspöki rezidencia a szomszédos Straßburg várában volt. Gurk egészen 1787-ig az egyházmegye központjaként szolgált; ekkor a püspök Klagenfurtba költözött át.
A kolostor környéki település a 13. században vásárjogot kapott, bár a többi karintiai kolostori vásárhelyhez hasonlóan jogi értelemben nem lett város, címerét és pecsétjét csak a 18. században kapta meg.
A város fejlődése azután indult meg, hogy 1898-ban elérte a vasút; a Gurktalbahn 1969-ig működött, amikor is a szárnyvonalat megszüntették.
1988. június 25-én II. János Pál pápa meglátogatta a volt székesegyházat - római pápa ekkor látogatott először Karintiába - és imádkozott a benne eltemetett Gurki Szent Hemma sírjánál.

## Lakosság
A gurki önkormányzat területén 2016 januárjában 1273 fő élt, ami  visszaesést jelent a 2001-es 1311 lakoshoz képest. Akkor a helybeliek 99%-a volt osztrák állampolgár. 94,6%-uk katolikusnak, 1,5% evangélikusnak, 3,5% pedig felekezeten kívülinek vallotta magát. 

## Látnivalók
- a Mária mennybemenetele-plébániatemplom (régebben székesegyház). Kriptájában van eltemetve Gurki Szt. Hemma.
- a püspökségi múzeum a kolostorban
- a masternitzeni Szt. Fülöp és Jakab-templom
- a piswegi Szt. Lambert-templom és csontház

## Híres gurkiak
- Gurki Szent Hemma (kb. 995–1045)

## Testvérvárosok
- Arnstadt, Németország
- Hallein, Ausztria

## Fordítás
- Ez a szócikk részben vagy egészben  a   Gurk (Kärnten) című német Wikipédia-szócikk ezen változatának fordításán alapul.  Az eredeti cikk szerkesztőit annak laptörténete sorolja fel. Ez a jelzés csupán a megfogalmazás eredetét és a szerzői jogokat jelzi, nem szolgál a cikkben szereplő információk forrásmegjelöléseként.